# Grintovec
Der Grintovec ist mit einer Höhe von 2558 m. i. J. der höchste Berg in den Steiner Alpen in Slowenien. Über den Gipfel verlief bis 1918 die Grenze zwischen Kärnten und der Krain. Als erster bekannter Tourist erreichte der Botaniker Giovanni Antonio Scopoli bereits 1759 den Gipfel. Der erste Durchstieg durch die Nordwand gelang Günther von Saar und Hermann Sattler am 11. Juli 1907.
Der leichteste Anstieg ist der Normalweg von der Zois-Hütte (Cojzova Koča, 1793 m) am Kankersattel im Süden. Im Norden des Grintovec befindet sich auf 1543 m die Tschechische Hütte (Češka koča); für die Gipfelbesteigung vom Norden sind ein komplettes Klettersteigset und Steinschlaghelm erforderlich, die Felssteige sind mit B/C klassifiziert. Von Kletterern werden am meisten die Kletterrouten über die Nordwestflanke genommen.
Die Route Fritsch-Lindenbach in der Nordwestflanke des Berges gilt als anspruchsvollste Skiabfahrt Sloweniens und wurde 2006 vom Einheimischen Davo Karničar befahren.
Zuletzt 2019 fand der "Berglauf auf den Grintovec" (Slowenisch: Gorski tek na Grintovec) statt.